# Välfärdsekonomi
Ej att förväxla med alla ekonomiska aspekter av välfärdsstaten.
Välfärdsekonomi (engelska: welfare economics) är ett område inom nationalekonomin som eftersträvar att utvärdera hur ekonomisk politik påverkar samhällets välmående. Området etablerades under 1900-talet och använder mikroekonomiska metoder för denna utvärdering.